# Дом-музей Я. П. Майорова-Шкетана
Дом-музей Я. П. Майорова-Шкетана — литературный музей в деревне Старое Крещено Оршанского района Марий Эл, посвящённый жизни и творчеству первого марийского писателя-драматурга, классика марийской литературы М. Шкетана (Якова Павловича Майорова). Входит в состав «Историко-краеведческого музейного комплекса» Оршанского района Марий Эл.

## История
Дом-музей классика марийской литературы Я. П. Майорова-Шкетана был открыт 29 октября 1992 года на родине писателя, в деревне Старое Крещено (ул. Шкетана, д. 16) Оршанского района Марий Эл по инициативе местной администрации. 
Первым директором музея стал племянник писателя Феликс Васильевич Майоров (1931—2008).
Входит в состав Историко-краеведческого музейного комплекса Оршанского района Марий Эл.

## Здание
Представляет собой бревенчатый дом размером 8х8 метров и холодные сени, также срубленные из брёвен. По внешнему виду близко соответствует жилому дому писателя. Здание построено в 1991 году и пущено в эксплуатацию в 1993 году. Фасад дома сохранён в прежнем виде. Внутренний интерьер воссоздан по воспоминаниям родственников и односельчан писателя, соответствует периоду жизни хозяина в своем доме.
Здание Дома-музея включено в литературную карту Республики Марий Эл.

## Экспозиция
В экспозиции представлены книги М. Шкетана и биографические материалы — копии документов, относящихся к периоду работы писателя в Отделе национальностей Яранского уезда Вятской губернии и в марийской газете «Йошкар кече» («Красное солнце»), копии писем и переписки, несколько листов рукописи, связанных с его жизнью, воспоминания о Шкетане, материалы об истории д. Старое Крещено и местного колхоза. Имеются сохранившиеся личные предметы Шкетана, его рабочий стол и домашняя утварь времён его жизни. Центральное место в доме занимает печь, на почётном месте стоит обеденный стол с самоваром.
В настоящее время собрание музея состоит из более ста предметов основного и научно-вспомогательного фондов. 

## Деятельность
Целью работы дома-музея является изучение и научное документирование жизни и деятельности классика марийской литературы Я. П. Майорова-Шкетана, сохранение историко-культурных ценностей и формирование у жителей района чувства патриотизма, гражданственности, общественной активности и высокой культуры.
Здесь проводятся дни памяти, беседы с учащимися Старокрещенской основной школы, экскурсии для учащихся и студентов (например, «По шкетановским местам»), иностранных гостей, литературные конкурсы. Традиционное мероприятие, которое проводится в музее, − районный конкурс чтецов «Шкетановские чтения».
После обновления экспозиции Дома-музея в рамках проекта «Писатель с острым пером» при финансовой поддержке Министерства культуры, печати и по делам национальностей Марий Эл в 2018 году стали возможными не только беседы о жизни и творчестве писателя, но и проведение музейно-образовательных занятий о традициях, культуре и быте народа мари, празднования национальных праздников мари.